# Iscadia leena
Iscadia leena är en fjärilsart som beskrevs av Druce. Iscadia leena ingår i släktet Iscadia och familjen trågspinnare. Inga underarter finns listade i Catalogue of Life.